# Tuhala (rivier)
De Tuhala (Estisch: Tuhala jõgi) is een 26 kilometer lange rivier die geheel stroomt door Estland, in de provincies Raplamaa en Harjumaa. De Tuhala ontspringt in het Mahtra-moeras en eindigt in de Piritarivier. Verder heeft het stroomgebied van de Tuhala een oppervlakte van 112 km².

## Loop
De Tuhala begint haar loop in het Mahtra-moeras, gelegen in de grensstreek tussen de Estische provincies Harjumaa en Raplamaa. Kort nadat de Tuhala het moeras heeft verlaten, buigt de rivier af richting het noordoosten en begint vanaf hier volledig door Harjumaa te stromen. De eerste 7 kilometer dat de rivier volledig door Harjumaa stroomt, passeert ze hier veelal bosgebied. Daarna loopt ze door het Tuhala karstgebied. Voordat de rivier aankomt in het gebied, verbreedt ze zich.
Eenmaal aangekomen in het gebied, "zinkt" de Tuhala op verschillende plekken de grond in. Op plekken zoals de "Ämmaauk" en "Äiaauk" doet zich dit fenomeen voor. Doordat de rivier op verschillende plekken de grond in "zinkt", is er ook een natuurlijke, deels ondergrondse aftakking ontstaan: de Kuie. De Tuhalarivier stroomt hier ondertussen nog zo'n 6 kilometer onder de grond, inclusief alle ondergrondse vertakkingen.
Later komen alle rivieren weer aan het oppervlak. Plekken waar rivieren na een ondergrondse loop weer naar boven komen worden ook wel resurgentie- of karstbronnen genoemd. Enkele bekende karstbronnen in het gebied zijn de Heksenbron van Tuhala en de Veetõusmebronnen. Vervolgens verlaat de Tuhala het gebied en begint ze langzamerhand het gelijknamige dorpje Tuhala te bereiken. Kort na door Tuhala te hebben gestroomd, mondt ze via een bosachtig gebiedje uit in de Piritarivier.

## Kleur van de rivier

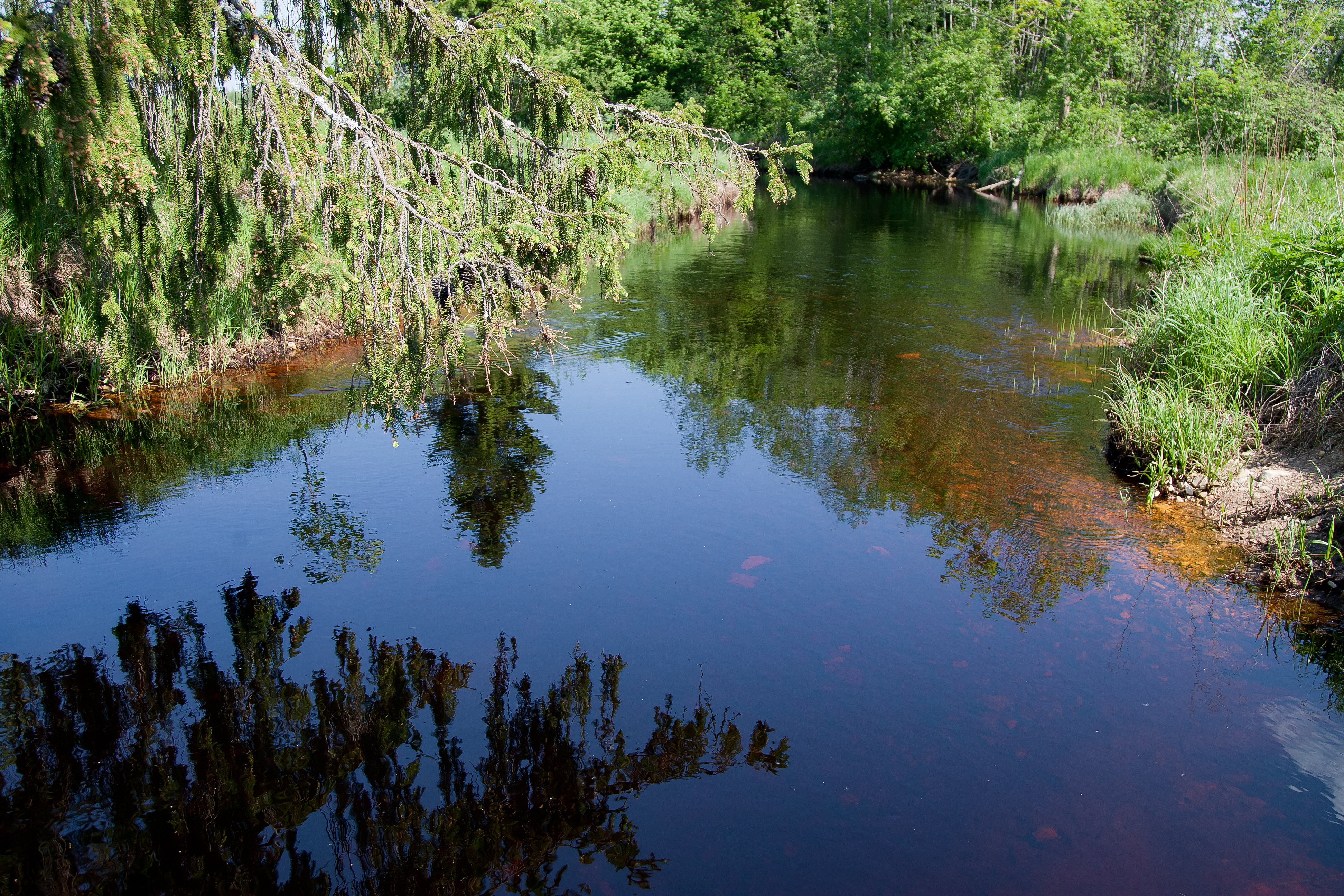
Op deze foto is goed te zien dat de Tuhala een zwartwaterrivier is

De kleur van de rivier de Tuhala is voornamelijk zwart. De zwarte kleur komt van bladeren die in de rivier vallen en ontbinden. En omdat er ook veel moerassige bossen zijn gelegen zijn aan de oevers, vallen er over het algemeen meer bladeren in de rivier. Deze zwartkleurige rivieren worden ook wel zwartwaterrivieren genoemd.

## Fotogalerij

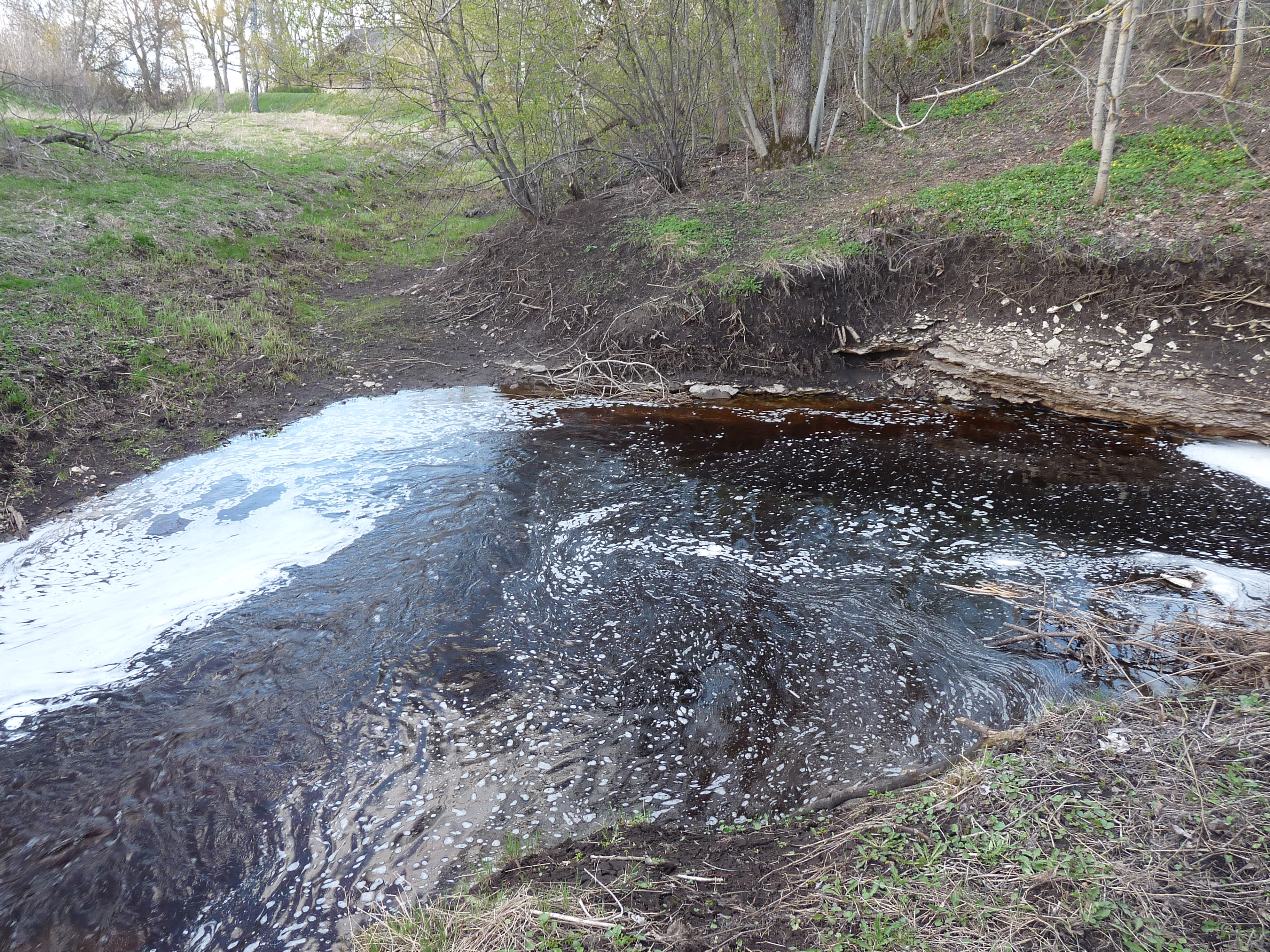
De Tuhala voordat hij de grond in "zinkt"
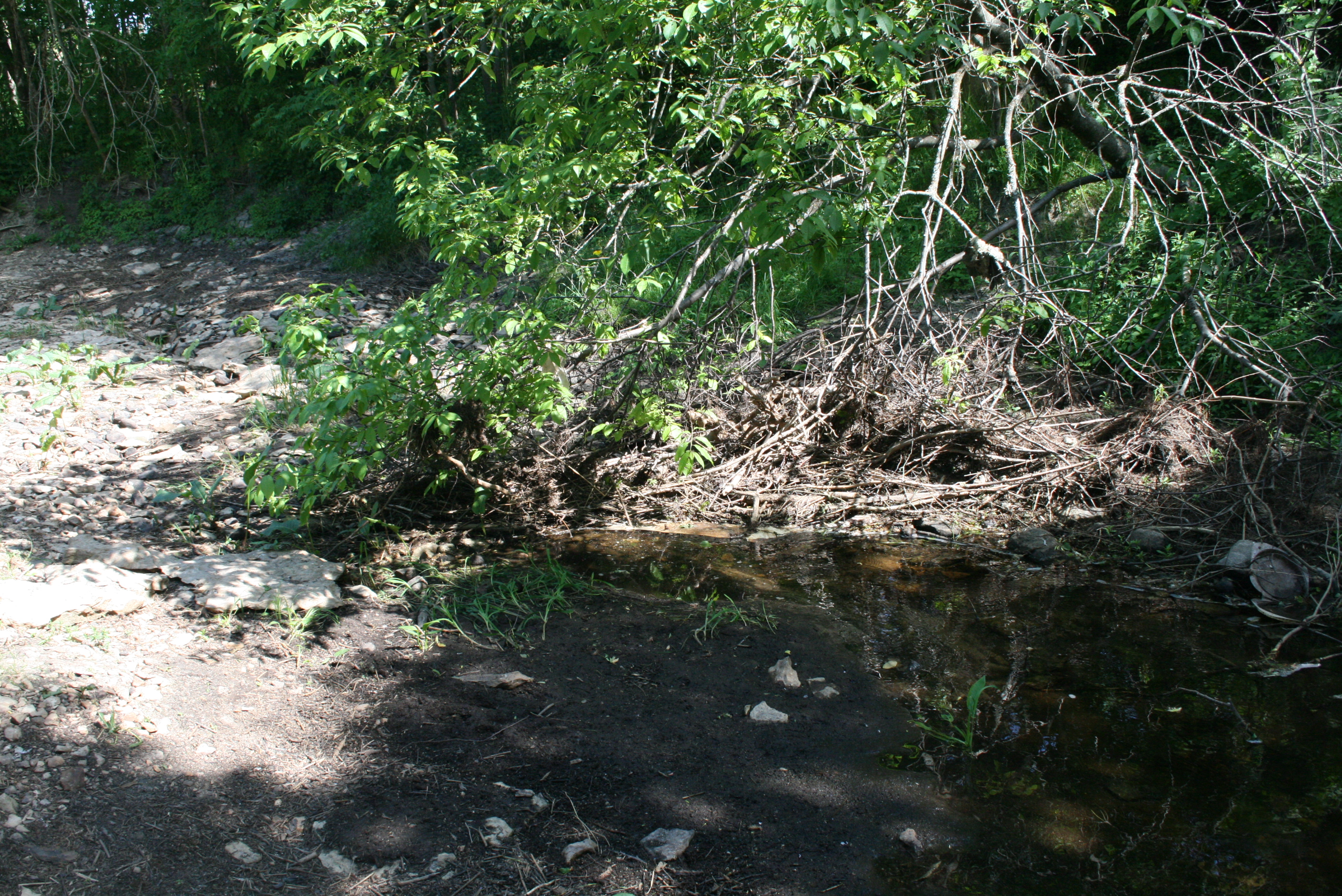
Äiaauk ("Schoonvaders gat")
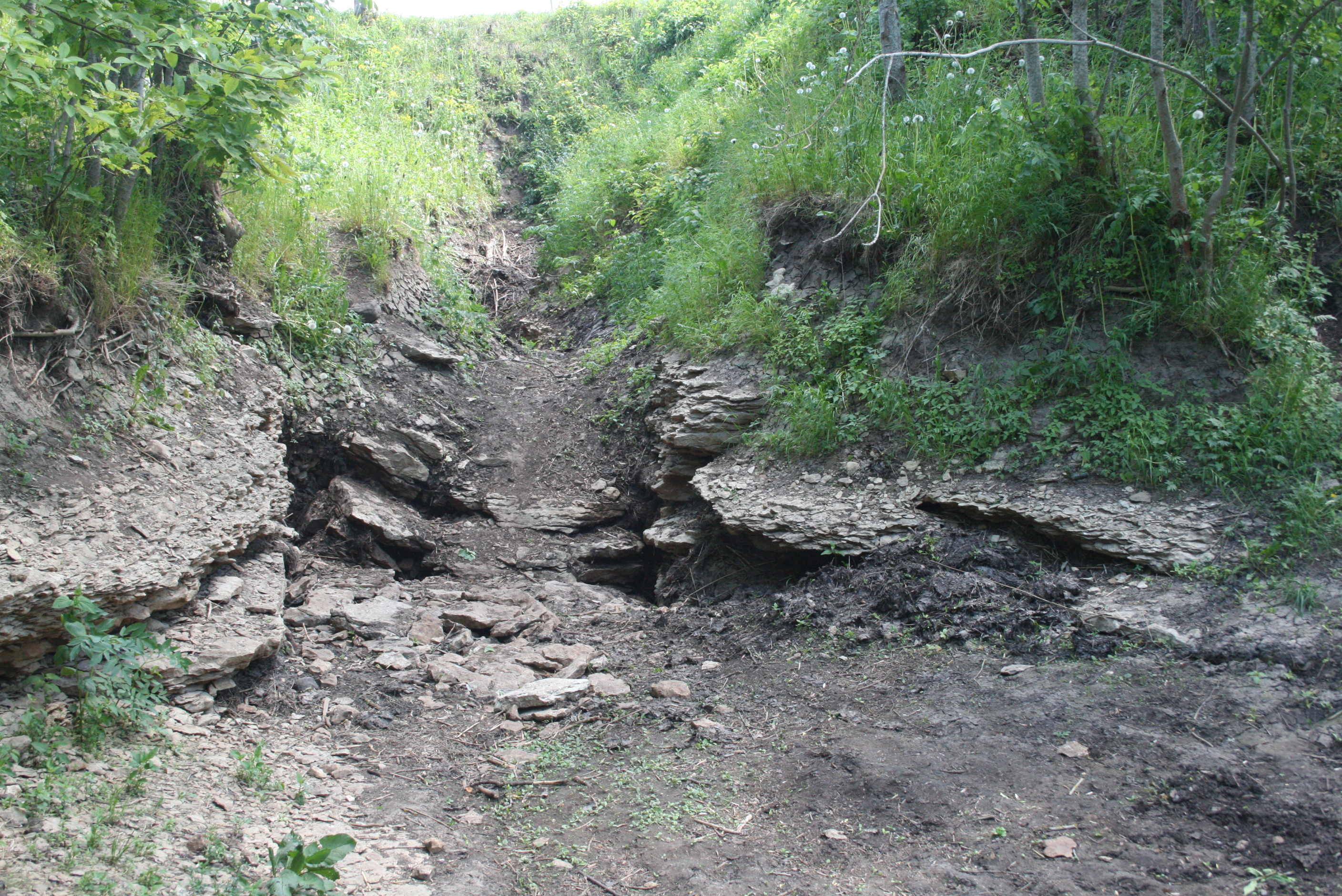
Ämmaauk ("Schoonmoeders gat")
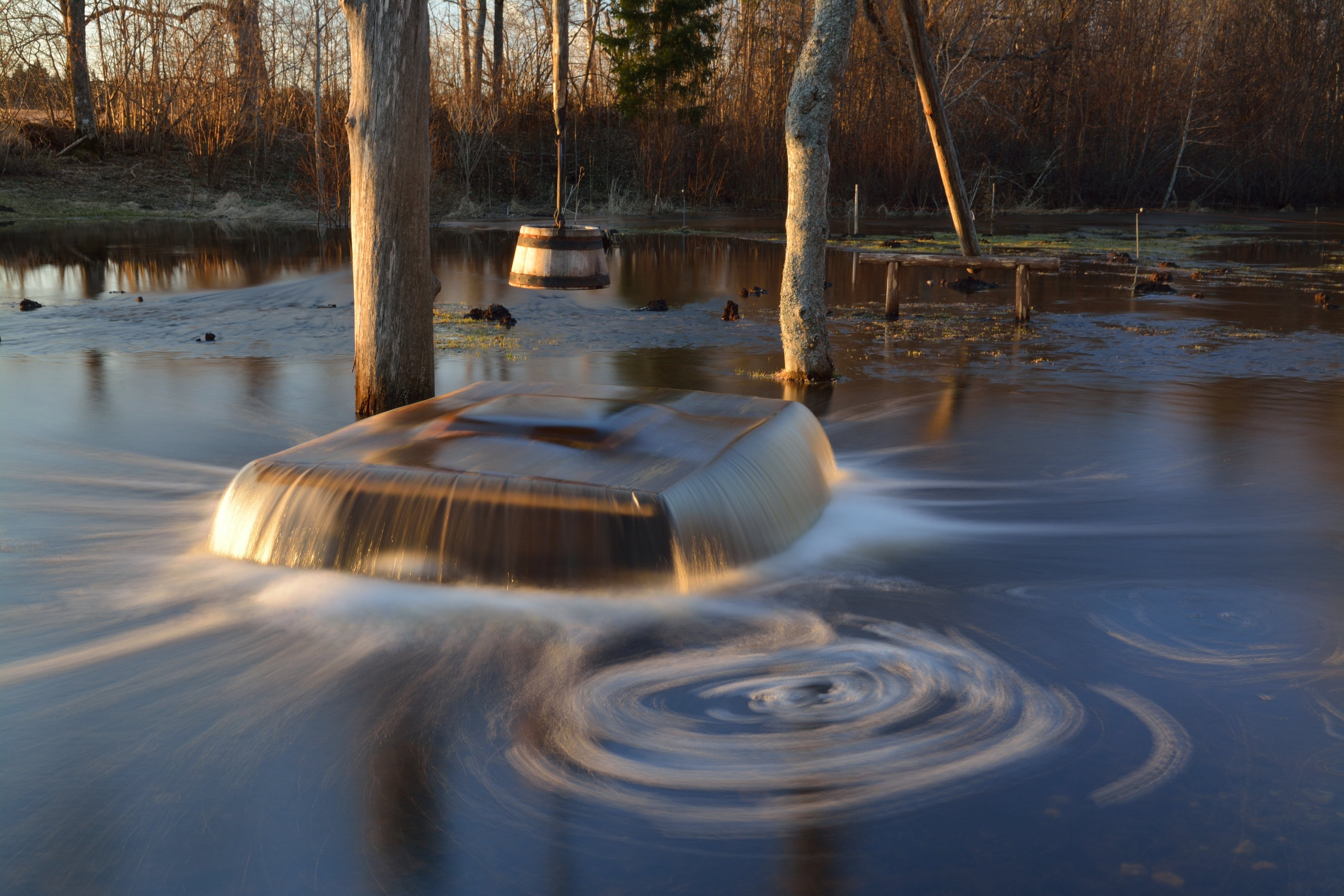
De Heksenbron van Tuhala
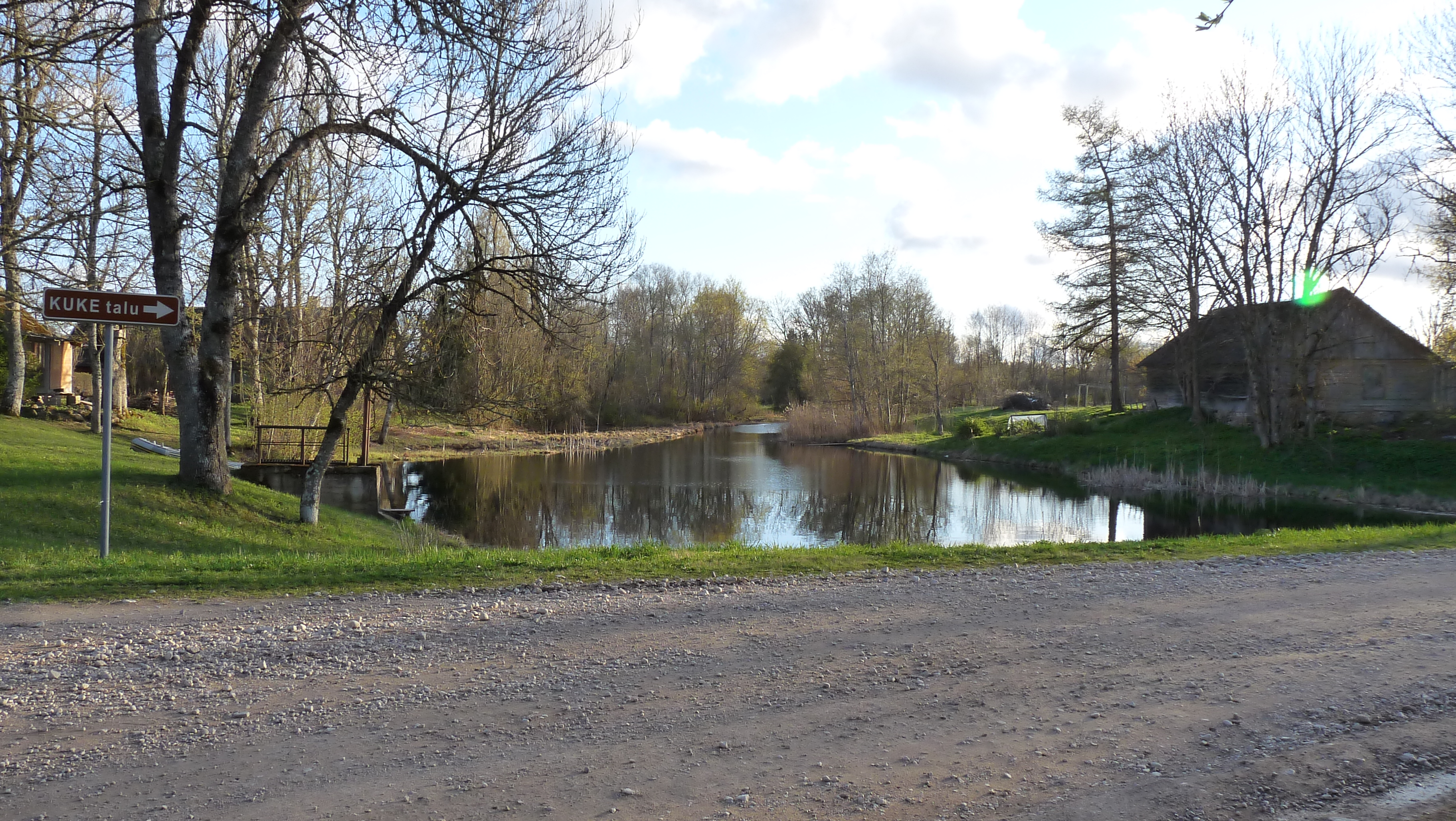
De Tuhala-rivier net voordat hij het Tuhala karstgebied binnenstroomt
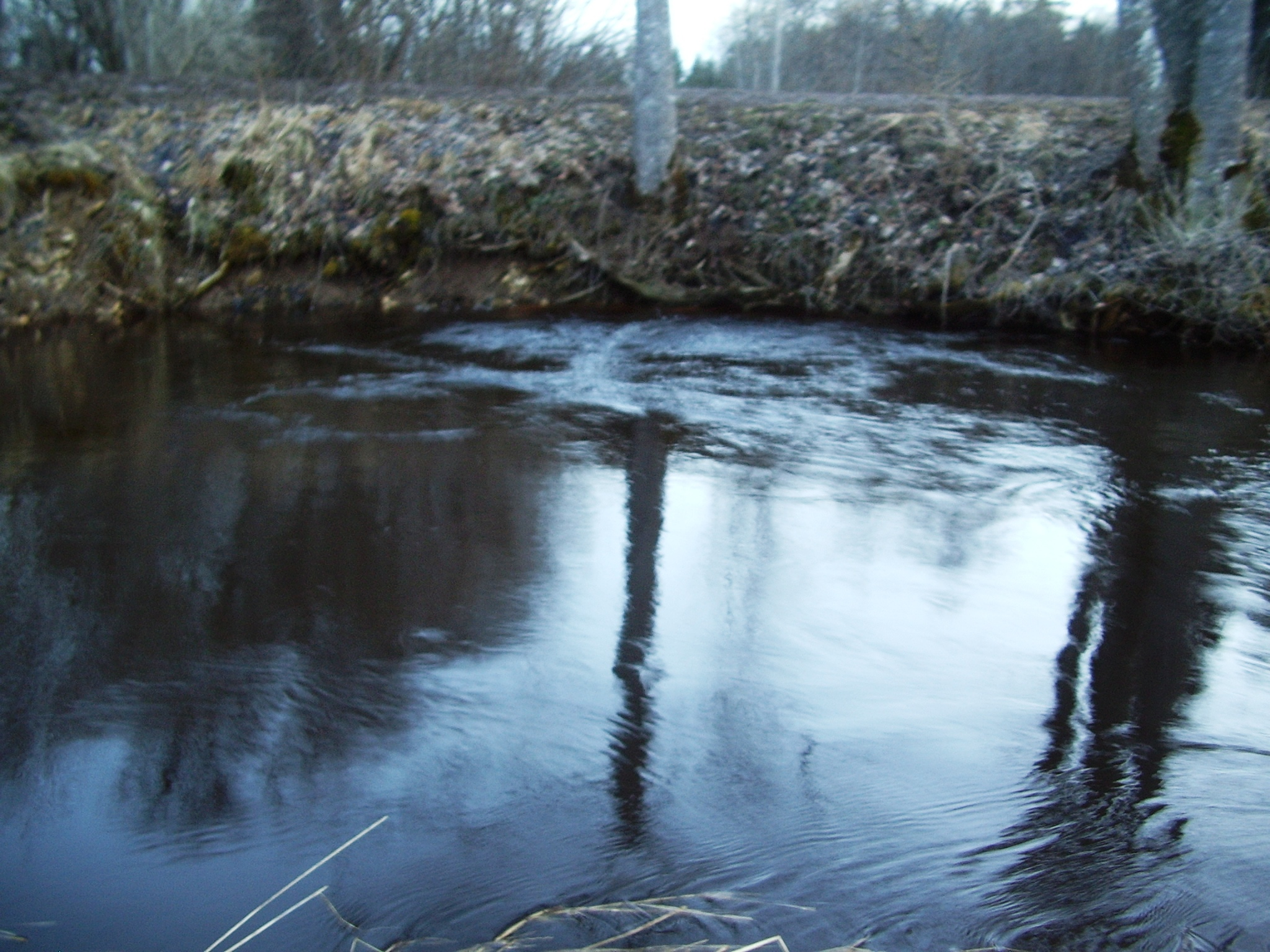
Veetõusmebronnen

- Virtual International Authority File: 156166737